# Sendero histórico nacional Ala Kahakai
El Sendero Histórico Nacional Ala Kahakai (original: Ala Kahakai National Historic Trail) es un sendero de 282 km (175 millas) localizado en la isla de Hawái. No se trata de un sendero continuo, sino que está formado por varios tramos accesibles a lo largo de la costa de la Isla Grande (Big Island). La ruta se estableció como Sendero Histórico Nacional el 14 de noviembre de 2000 uniendo acceso a la cultura tradicional de la antigua cultura hawaiana junto con la geología natural de la isla, y como tal está dirigido por el Servicio de Parques Nacionales de los EE. UU. Ha sido financiado por el Fondo para la conservación del agua y el territorio estadounidense (Land and Water Conservation Fund).

## Geografía
Ala kaha kai significa "sendero de la costa" en la lengua hawaiiana. En efecto, el sendero se extiende por la costa siguiendo las rutas de antiguos pescadores a través de 200 ahupuaʻa, las tradicionales divisiones territoriales de mar a montaña. En épocas pasadas era habitual que esas rutas incluyeran no solo trayectos por tierra firme sino también por mar, en canoas. El sendero transcurre tanto por terrenos públicos como privados, dando acceso a numerosas playas y recursos.
Gran parte del sendero cuenta solamente con mantenimiento limitado y algunas secciones han sufrido erosión o bien se han aprovechado para construir carreteras. Únicamente la sección 1 del sendero está señalizada.
El extremo norte del sendero está en el cabo Punta Upolu, situado en el distrito Kohala norte , en el Moʻokini Heiau, coordenadas 20.25767°N 155.87707°W.
Una parte del sendero llamada Ala Loa ("sendero largo" en lengua hawaiana, a su vez otro nombre para la misma red de senderos) se añadió como sitio 87001127 en 1987 al Registro Nacional de Sitios Históricos, y con el número 10-10-11,334 al registro estatal el 14 de enero de 1989. Esta sección transcurre entre Bahía Kiholo   y Kalahuipauaʻa cerca de Puakō.
Tras recorrer el lado del oeste de isla, el sendero termina en el parque nacional de los Volcanes de Hawaiʻi. Desde comienzos de 2002, se puso en marcha un plan de gestión global y una declaración de impacto medioambiental, publicados en 2008.

## Mapa del sendero

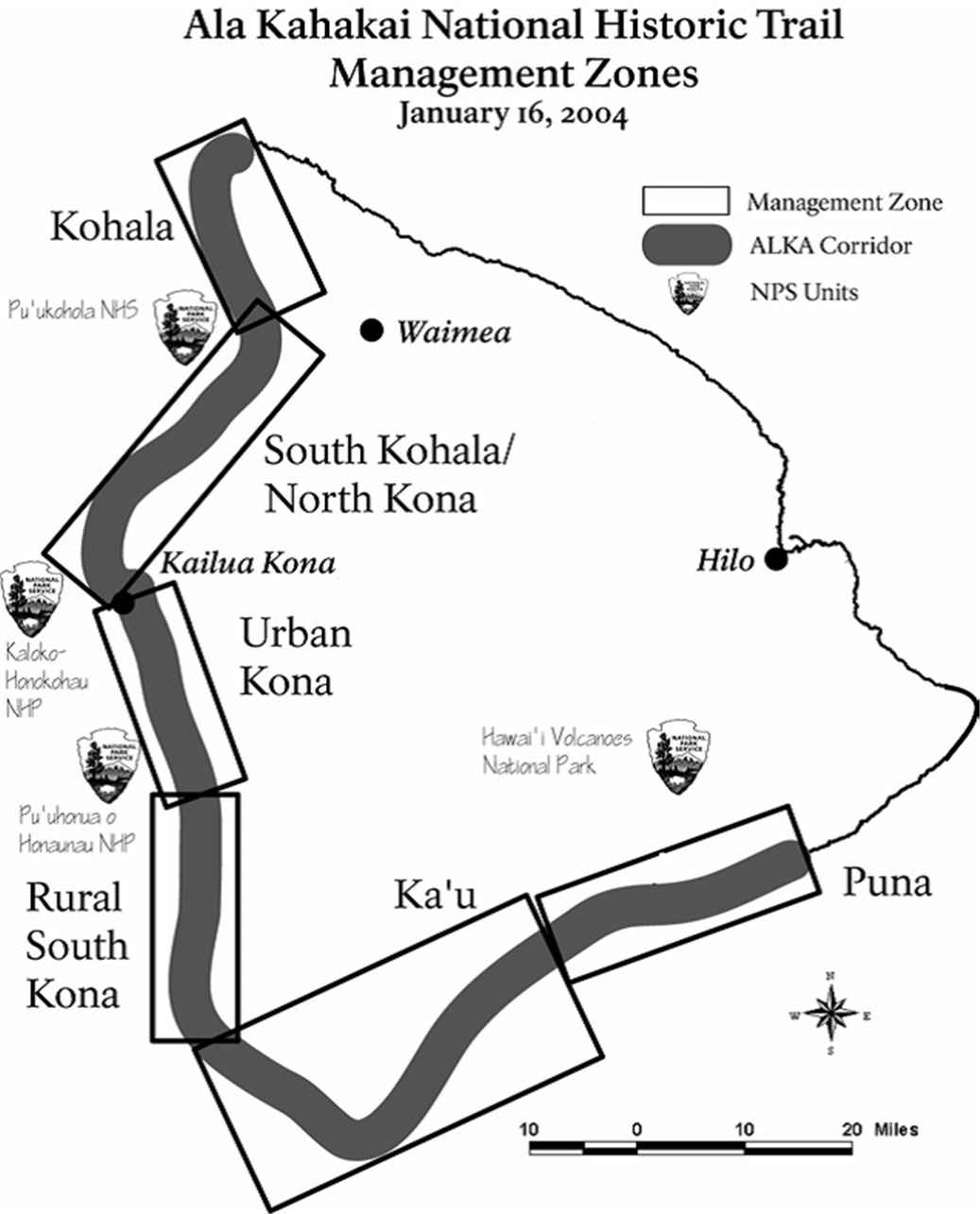
Mapa de tramos del sendero, tomado del Servicio de Parques Nacionales